# Bonfire
Bonfire es una banda alemana de heavy metal, fundada en 1972.

## Inicios
En 1972, en la ciudad alemana de Ingolstadt, el guitarrista Hans Ziller fundó una agrupación titulada Cacumen con su hermano Karl, quien también tocaba la guitarra, entonces encontraron algunos otros músicos para formar juntos una banda. Los siguientes seis años hicieron pequeñas presentaciones, pero lograron una buena base de fanáticos en su ciudad. En 1978, el grupo consistía de Hans y Karl en guitarras, Horst Maier en guitarra (en 1983, el apellido de Horst sería cambiado a Maier-Thorn), Hans Hauptmann en el bajo y Hans Forstner en la batería. Luego se hicieron a los servicios del vocalista Claus Lessmann.

## Popularidad
En 1981 lanzaron el disco homónimo, conteniendo el sencillo Riding Away. En 1982 grabaron el álbum Bad Widow en un estudio en Rodgau, Alemania. Aunque no tenían mucho dinero, fueron aumentando sus fanáticos y el número de sus presentaciones. 
En 1986 cambiaron su nombre a Bonfire, luego de muchos cambios en la alineación. Su primera gira a nivel mundial fue realizada en junio de ese mismo año, junto con el lanzamiento de Don’t Touch the Light. Pero el disco siguiente, Fireworks, sería su más exitoso lanzamiento, alcanzado la certificación de Oro. 
En 1992 el vocalista Claus Lessmann deja la agrupación, y es reemplazado por Michael Bormann. 
Desde 1996, Bonfire ha lanzado al menos un álbum por año, por lo que su base de fanes ha crecido, superando la popularidad alcanzada en los ochenta. 
En 2006, Bonfire celebró su aniversario número 20, con el lanzamiento del disco Double X.
En 2009 vio el regreso de otro miembro original de Bonfire. Jürgen Wiehler dejó la banda inesperadamente y fue reemplazado por Dominik Hülshorst.
En 2011, la banda lanzó Branded como un álbum de estudio, que también estaba en las listas de álbumes alemanas. Esto fue seguido con un lanzamiento completo en vivo de su álbum de 1987, Fireworks, titulado Fireworks Still Alive. La estancia de Dominik Hülshorst en Bonfire fue corta, y terminó en marzo de 2012. Fue reemplazado por el baterista Harry Reischmann.
Una nueva formación se produjo en 2015 con la marcha de su cantante durante mucho tiempo Claus Lessmann, y fue sustituido por David Reece, Lessmann y Chris Limburg ya no tenían el deseo de continuar y Uwe Köhler también había decidido abandonar el grupo. Hanz Ziller quería continuar con Harry Reischmann (batería) y contrató a Reece, así como a Ronnie Parkes (bajo) de Seven Witches. El segundo nuevo guitarrista de Bonfire fue Frank Pané, miembro de la banda de metal alemana Solemnity y exmiembro de Red to Gray y Valley's Eve.
En 2016, Bonfire celebró su 30 aniversario y el lanzamiento de nuevo álbum doble, Pearls, lanzado en UDR / Warner el 18 de marzo. Esta grabación contó con una selección de temas célebres de la banda que se volvieron a grabar. A principios de julio se anunció que Reece y la banda habían acordado separarse. Para llenar la vacante, Michael Bormann fue anunciado como el nuevo líder, pero no pudo unirse al grupo durante unos meses. Alexx Stahl de Purple Rising y Roxxcalibur acordaron ser el cantante temporal para cumplir con los compromisos de la banda hasta la llegada de Bormann. Durante ese tiempo, el grupo decidió que Bormann finalmente se convirtiera en el cantante definitivo de la banda.

## Miembros
- Alexx Stahl - voz
- Hans Ziller - guitarra
- Ronnie Parkes - bajo
- Harry Reischmann - batería
- Frank Pané - guitarra, coros

## Discografía

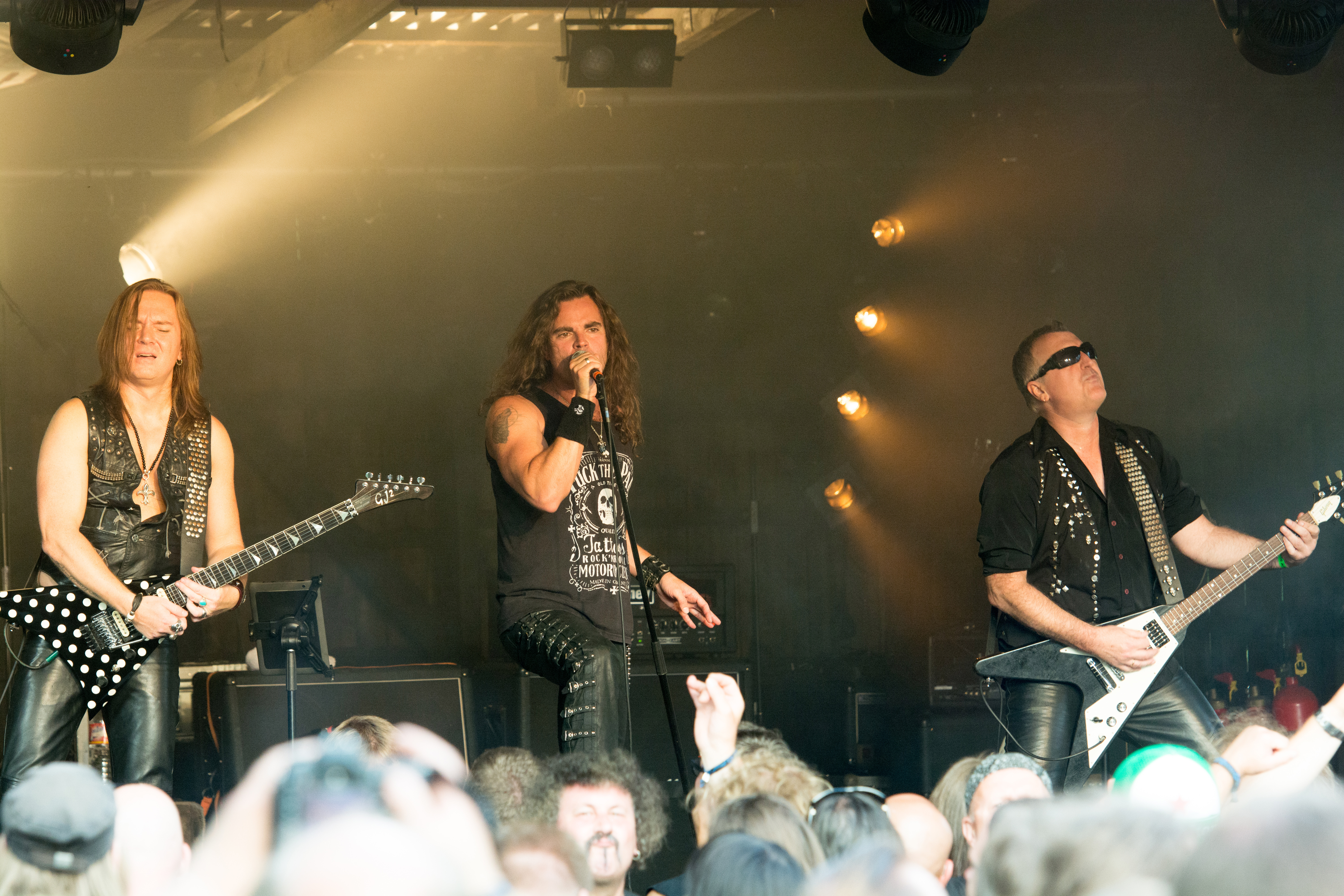

### Cacumen
- 1979: Riding Away single
- 1981: Cacumen
- 1983: Bad Widow
- 1984: Down To Hell
- 1985: Longing for You  EP

### Bonfire (1986 - presente)
- 1986: Don't Touch The Light
- 1987: Fireworks
- 1989: Point Blank
- 1991: Knock Out
- 1993: Live... The Best [live]
- 1996: Feels Like Comin' Home
- 1996: Freudenfeuer (Versión alemana de Feels Like Comin' Home)
- 1998: Rebel Soul
- 1999: Fuel To The Flames
- 2001: Strike Ten
- 2001: 29 Golden Bullets (Compilation)
- 2003: Free
- 2002: Live Over Europe
- 2005: One Acoustic Night
- 2006: Double X
- 2007: Double X Vision (Live)
- 2008: The Räuber
- 2010: Deutsche Nationalhymne (Single)
- 2011: Branded
- 2012: Cry4help
- 2015: Glörious
- 2016: Pearls
- 2017: Byte the Bullet
- 2018: Temple of Lies
- 2018: Legends: Álbum de covers
- 2020: Fistful of Fire